# Being Human
Being Human är en brittisk TV-serie i stilen drama-komedi från 2008, skapad av Toby Whithouse. Den handlar om tre personer som delar lägenhet och försöker att få ett så normalt liv som möjligt, trots att de är ett spöke, en vampyr och en varulv.
John Mitchell (Aidan Turner) jobbar som vaktmästare på ett sjukhus. Han blev vampyr under första världskriget och är därmed över 100 år gammal.
George Sands (Russell Tovey) har ett IQ på 156 och talar flytande engelska, franska, tyska, italienska, spanska och kroatiska. Han blev en varulv då han under en semester i Skottland blev anfallen av en varulv som rev honom. 
Anna "Annie" Clare Sawyer (Lenora Crichlow) är ett osäkert spöke som hemsöker det hus där hon och hennes fästman bodde medan hon levde.